# Isoespín feble
En física de partícules, l’isoespín feble és un nombre quàntic associat a la interacció feble, seguint la idea de l'isoespín de la interacció forta. L'isoespín feble és normalment indicat amb el símbol T o I amb la seva tercera component escrita com a Tz, T3, o Iz, I3. L'isoespín feble és un component de la hipercàrrega feble, la qual unifica les interaccions febles amb les electromagnètiques. Pot ser entès com el valor propi d'un operador de càrrega.
És un dels nombres quàntics que, junt amb l'isoespín feble i la càrrega elèctrica, caracteritzen els leptons i quarks del Model estàndard:
|         | esquerrà   | càrrega elèctrica Q | isoespín feble T₃ | hipercàrrega feble YW | dretà                                    | càrrega elèctrica Q                      | isoespín feble T₃                        | hipercàrrega feble YW                    |
| ------- | ---------- | ------------------- | ----------------- | --------------------- | ---------------------------------------- | ---------------------------------------- | ---------------------------------------- | ---------------------------------------- |
| Leptons | νe, νμ, ντ | 0                   | +1/2              | −1                    | No interaccionen (existència hipotètica) | No interaccionen (existència hipotètica) | No interaccionen (existència hipotètica) | No interaccionen (existència hipotètica) |
| Leptons | e−, μ−, τ− | −1                  | −1/2              | −1                    | e−R, μ−R, τ−R                            | −1                                       | 0                                        | −2                                       |
| Quarks  | u, c, t    | +2/3                | +1/2              | +1/3                  | uR, cR, tR                               | +2/3                                     | 0                                        | +4/3                                     |
| Quarks  | d, s, b    | −1/3                | −1/2              | +1/3                  | dR, sR, bR                               | −1/3                                     | 0                                        | −2/3                                     |

La llei de conservació de l'isospin feble imposa que totes les interaccions febles han de conservar T₃. Com que T₃ és també conservat per les altres interaccions, és més important que T i sovint el terme "isoespín feble" es refereix en realitat a la "3a component de l'isoespín feble".

## Diferència amb l'isoespín (fort)
Els leptons no estan sotmesos a la interacció forta i, per tant, no tenen isoespín definit. No obstant, de la mateixa manera que l'isoespín crea multiplets hadrònics de partícules que són indistingibles sota l'acció de la interacció forta, tots els fermions elementals poden ser agrupats en multiplets que es comporten de la mateixa manera sota la interacció feble. Per exemple, en la desintegració d'un quark, els quarks de tipus "amunt" (u, c, t) sempre originen quarks de tipus "avall" (d, s, b) i viceversa: un quark mai es desintegra en un quark del mateix tipus. Una cosa semblant passa amb els leptons, que es divideixen en dos grups: leptons carregats i neutrins.
Així doncs, els fermions fonamentals són agrupats en parells de partícules que es comporten igual sota la interacció feble i difereixen d'altres parelles en les seves masses (p.e. pertanyen a diferents generacions de matèria). Com en el cas de l'isoespín, membres de parelles iguals es distingeixen per la tercera component de l'isoespín feble (Tz). Tots els fermions esquerrans tenen isoespín feble total Tz = ±1/2 (els fermions dretans, amb Tz = 0 com el neutrins dretans, no existeixen dins del Model Estàndard tot i que poden ser incorporats ad hoc). Els fermions de tipus "amunt" (quarks u, c, t i neutrins) tenen Tz = +1/2, mentre que els fermions tipus "avall" (quarks d, s, b i leptons carregats) tenen Tz = -1/2.

## Relació amb la quiralitat
Els fermions amb quiralitat negativa (també anomenats fermions esquerrans) tenen T = 1⁄2 i poden ser agrupats en doblets amb T₃ = ±1⁄2 que es comporten de la mateixa manera sota la interacció feble. Per exemple, els quarks de tipus amunt (u, c, t) tenen T₃ = +1⁄2 i sempre es transformen en quarks de tipus avall (d, s, b), els quals tenen T₃ = −1⁄2, i viceversa. D'altra banda, un quark mai decau feblement a un quark amb el mateix T₃. Quelcom cosa similar passa amb els leptons esquerrans, els quals existeixen tant en doblets que contenen un leptó carregat (e−, μ−, τ−) amb T₃ = −1⁄2 i un neutrí (νe, νμ, ντ) amb T₃ = 1⁄2.
Els fermions amb quiralitat positiva (també anomenats fermions dretans) tenen T = 0 i són singlets que no experimenten les interaccions febles.
La càrrega elèctrica, Q, està relacionada amb l'isoespín feble, T₃, i la hipercàrrega feble, YW, per la fórmula de Gell-Mann-Nishijima:
{\displaystyle Q=T_{3}+{\frac {Y_{\mathrm {W} }}{2}}.}

## Isoespín feble i bosons W
La simetria associada amb l'espín és SU(2). Això requereix bosons de gauge per transformar entre càrregues d'isoespín feble: els bosons W+, W− i W0. Això implica que els bosons W tenen T = 1, amb tres valors diferents de T3:
- W+ Bosó (T₃ = +1) és intercanviat en transicions {(T₃ = +1⁄2) → (T₃ = −1⁄2)},
- W− Bosó (T₃ = −1) és intercanviat en transicions {(T₃ = −1⁄2) → (T₃ = +1⁄2)}.
- W0 bosó (T₃ = 0) seria intercanviat en reaccions on T₃ no canvia. Tanmateix, sota la unificació electrofeble, el W0 es barreja amb el bosó de gauge B associat a la hipercàrrega feble, resultant en el bosó Z0 i el fotó de la QED, observats.